# Athlétisme aux Jeux de l'Empire britannique et du Commonwealth de 1962
Navigation
Les épreuves d'athlétisme des Jeux de l'Empire britannique et du Commonwealth de 1962 se déroulent du 23 novembre au 1er décembre 1962 au Perry Lakes Stadium de Perth, en Australie.

## Podiums

### Hommes
| Event                | Or                                                                  | Argent                                                                                    | Bronze                                                                          |
| -------------------- | ------------------------------------------------------------------- | ----------------------------------------------------------------------------------------- | ------------------------------------------------------------------------------- |
| 100 yards            | Seraphino Antao (KEN) 9 s 50                                        | Tom Robinson (BAH) 9 s 63                                                                 | Michael Cleary (AUS) 9 s 78                                                     |
| 220 yards            | Seraphino Antao (KEN) 21 s 28                                       | Dave Jones (ENG) 21 s 59                                                                  | Johan Du Preez (ZIM) 21 s 70                                                    |
| 440 yards            | George Kerr (JAM) 46 s 74                                           | Robbie Brightwell (ENG) 46 s 86                                                           | Amos Omolo (UGA) 46 s 88                                                        |
| 880 yards            | Peter Snell (NZL) 1 min 47 s 64 (CR)                                | George Kerr (JAM) 1 min 47 s 90                                                           | Tony Blue (AUS) 1 min 48 s 99                                                   |
| 1 mile               | Peter Snell (NZL) 4 min 04 s 58                                     | John Davies (NZL) 4 min 05 s 12                                                           | Terry Sullivan (ZIM) 4 min 06 s 61                                              |
| 3 miles              | Murray Halberg (NZL) 13 min 34 s 15                                 | Ron Clarke (AUS) 13 min 35 s 92                                                           | Bruce Kidd (CAN) 13 min 36 s 37                                                 |
| 6 miles              | Bruce Kidd (CAN) 28 min 26 s 13 (CR)                                | Dave Power (AUS) 28 min 33 s 53                                                           | John Merriman (WAL) 28 min 40 s 26                                              |
| 120 yards haies      | Ghulam Raziq (PAK) 14 s 34                                          | Dave Prince (AUS) 14 s 48                                                                 | Laurie Taitt (ENG) 14 s 81                                                      |
| 440 yards haies      | Ken Roche (AUS) 51 s 5                                              | Kimaru Songok (KEN) 51 s 9                                                                | Benson Ishiepai (UGA) 52 s 3                                                    |
| 3 000 mètres steeple | Trevor Vincent (AUS) 8 min 43 s 4 (CR)                              | Maurice Herriott (ENG) 8 min 45 s 0                                                       | Ron Blackney (AUS) 9 min 00 s 6                                                 |
| 4 × 110 yards        | Angleterre Alf Meakin David Jones Len Carter Peter Radford 40 s 62  | Ghana Bonner Mends Bukari Bashiru Michael Okantey Michael Ahey 40 s 74                    | Pays de Galles David England Nick Whitehead Ron Jones Berwyn Jones 40 s 80      |
| 4 × 440 yards        | Jamaïque George Kerr Laurie Khan Malcolm Spence Mel Spence 3:12 s 3 | Angleterre Adrian Metcalfe Barry Jackson (en) Robert Setti Robbie Brightwell 3 min 10 s 2 | Ghana Ebenezer Quartey Frederick Owusu James Addy John Asare-Antwi 3 min 11 s 2 |
| Marathon             | Brian Kilby (ENG) 2 h 21 min 17 s                                   | Dave Power (AUS) 2 h 22 min 16 s                                                          | Rod Bonella (AUS) 2 h 24 min 07 s                                               |
| Saut en hauteur      | Percy Hobson (AUS) 6,91 pi (2,11 m)                                 | Chilla Porter (AUS) 6,75 pi (2,06 m)                                                      | Anton Norris (BAR) 6,91 pi (2,11 m)                                             |
| Saut à la perche     | Trevor Bickle (AUS) 14,75 pi (4,5 m)                                | Danie Burger (ZIM) 14,5 pi (4,42 m)                                                       | Ross Filshie (AUS) 14,5 pi (4,42 m)                                             |
| Saut en longueur     | Michael Ahey (GHA) 26,41 pi (8,05 m)                                | Dave Norris (NZL) 26,39 pi (8,04 m)                                                       | Wellesley Clayton (JAM) 26,35 pi (8,03 m)                                       |
| Triple saut          | Ian Tomlinson (AUS) 53,17 pi (16,21 m)                              | John Baguley (AUS) 52,77 pi (16,08 m)                                                     | Fred Alsop (ENG) 52,58 pi (16,03 m)                                             |
| Lancer du poids      | Martyn Lucking (ENG) 59,33 pi (18,08 m)                             | Mike Lindsay (SCO) 59,21 pi (18,05 m)                                                     | Dave Steen (CAN) 58,73 pi (17,9 m)                                              |
| Lancer du disque     | Warwick Selvey (AUS) 185,29 pi (56,48 m)                            | Mike Lindsay (SCO) 172,5 pi (52,58 m)                                                     | John Sheldrick (ENG) 166,25 pi (50,67 m)                                        |
| Lancer du marteau    | Howard Payne (ENG) 202,25 pi (61,65 m)                              | Dick Leffler (AUS) 196,29 pi (59,83 m)                                                    | Robert Brown (AUS) 189,12 pi (57,64 m)                                          |
| Lancer du javelot    | Alf Mitchell (AUS) 256,25 pi (78,11 m)                              | Colin Smith (ENG) 255. pi (77,72 m)                                                       | Nick Birks (AUS) 246,29 pi (75,07 m)                                            |

### Femmes
| Event             | Or                                                                       | Argent                                                               | Bronze                                                                     |
| ----------------- | ------------------------------------------------------------------------ | -------------------------------------------------------------------- | -------------------------------------------------------------------------- |
| 100 yards         | Dorothy Hyman (ENG) 11 s 2                                               | Doreen Porter (NZL) 11 s 3                                           | Brenda Cox (AUS) 11 s 4                                                    |
| 220 yards         | Dorothy Hyman (ENG) 24 s 00                                              | Joyce Bennett (AUS) 24 s 21                                          | Margaret Burvill (AUS) 24 s 42                                             |
| 880 yards         | Dixie Willis (AUS) 2 min 03 s 85 CR                                      | Marise Chamberlain (NZL) 2 min 05 s 66                               | Joy Jordan (ENG) 2 min 05 s 96                                             |
| 80 mètres haies   | Pam Kilborn (AUS) 11 s 07                                                | Betty Moore (ENG) 11 s 40                                            | Avis McIntosh (NZL) 11 s 47                                                |
| 4 × 110 yards     | Australie Brenda Cox Betty Cuthbert Glenys Beasley Joyce Bennett 46 s 71 | Angleterre Ann Packer Dorothy Hyman Daphne Arden Betty Moore 46 s 81 | Nouvelle-Zélande Avis McIntosh Doreen Porter Molly Cowan Nola Bond 46 s 93 |
| Saut en hauteur   | Robyn Woodhouse (AUS) 5,83 pi (1,78 m)                                   | Helen Frith (AUS) 5,67 pi (1,73 m)                                   | Michele Mason (AUS) 5,67 pi (1,73 m)                                       |
| Saut en longueur  | Pam Kilborn (AUS) 20,56 pi (6,27 m)                                      | Helen Frith (AUS) 20,47 pi (6,24 m)                                  | Janet Knee (AUS) 20,10 pi (6,13 m)                                         |
| Lancer du poids   | Valerie Young (NZL) 49,96 pi (15,23 m)                                   | Jean Roberts (AUS) 47,62 pi (14,51 m)                                | Suzanne Allday (ENG) 44,5 pi (13,56 m)                                     |
| Lancer du disque  | Valerie Young (NZL) 164,71 pi (50,2 m)                                   | Rosslyn Williams (AUS) 153,08 pi (46,66 m)                           | Mary McDonald (AUS) 151,67 pi (46,23 m)                                    |
| Lancer du javelot | Sue Platt (ENG) 164,87 pi (50,25 m)                                      | Rosemary Morgan (ENG) 162,79 pi (49,62 m)                            | Anna Pazera (AUS) 159,71 pi (48,68 m)                                      |

## Résultats détaillés

### 100 y
| Rang | Pays      | Athlète         | Temps  |
| ---- | --------- | --------------- | ------ |
| 1    | Kenya     | Seraphino Antao | 9 s 5  |
| 2    | Bahamas   | Tom Robinson    | 9 s 6  |
| 3    | Australie | Michael Cleary  | 9 s 6  |
| 4    | Australie | Gary Holdsworth | 9 s 7  |
| 5    | Jamaïque  | Dennis Johnson  | 9 s 9  |
| 6    | Canada    | Harry Jerome    | 10 s 0 |

| Rang | Pays             | Athlète             | Temps  |
| ---- | ---------------- | ------------------- | ------ |
| 1    | Angleterre       | Dorothy Hyman       | 11 s 2 |
| 2    | Nouvelle-Zélande | Doreen Porter       | 11 s 3 |
| 3    | Australie        | Brenda Cox          | 11 s 4 |
| 4    | Ghana            | Christiana Boateng  | 11 s 6 |
| 5    | Angleterre       | Daphne Arden-Slater | 11 s 6 |
| 6    | Angleterre       | Betty Moore         | 11 s 7 |

### 220 y
| Rang | Pays       | Athlète         | Temps   |
| ---- | ---------- | --------------- | ------- |
| 1    | Kenya      | Seraphino Antao | 21 s 28 |
| 2    | Angleterre | David Jones     | 21 s 59 |
| 3    | Zimbabwe   | Johan Du Preez  | 21 s 70 |
| 4    | Ghana      | Michael Okantey | 21 s 83 |
| 5    | Australie  | Michael Cleary  | 21 s 94 |
| 6    | Zimbabwe   | Jeffrey Smith   | 22 s 07 |

| Rang | Pays             | Athlète          | Temps   |
| ---- | ---------------- | ---------------- | ------- |
| 1    | Angleterre       | Dorothy Hyman    | 24 s 00 |
| 2    | Australie        | Joyce Bennett    | 24 s 21 |
| 3    | Australie        | Margaret Burvill | 24 s 42 |
| 4    | Australie        | Brenda Cox       | 24 s 48 |
| 5    | Australie        | Betty Cuthbert   | 24 s 80 |
| 6    | Nouvelle-Zélande | Doreen Porter    | 24 s 81 |

### 440 y
| Rang | Pays       | Athlète           | Temps   |
| ---- | ---------- | ----------------- | ------- |
| 1    | Jamaïque   | George Kerr       | 46 s 74 |
| 2    | Angleterre | Robbie Brightwell | 46 s 86 |
| 3    | Ouganda    | Amos Omolo        | 46 s 88 |
| 4    | Australie  | Ken Roche         | 47 s 69 |
| 5    | Jamaïque   | Malcolm Spence    | 47 s 73 |
| 6    | Jamaïque   | Melville Spence   | 47 s 79 |

### 880 y
| Rang | Pays             | Athlète       | Temps         |
| ---- | ---------------- | ------------- | ------------- |
| 1    | Nouvelle-Zélande | Peter Snell   | 1 min 47 s 64 |
| 2    | Jamaïque         | George Kerr   | 1 min 47 s 90 |
| 3    | Australie        | Anthony Blue  | 1 min 48 s 99 |
| 4    | Kenya            | Peter Francis | 1 min 49 s 92 |
| 5    | Angleterre       | Michael Fleet | 1 min 49 s 95 |
| 6    | Pays de Galles   | Antony Harris | 1 min 52 s 43 |

| Rang | Pays             | Athlète            | Performance   |
| ---- | ---------------- | ------------------ | ------------- |
| 1    | Australie        | Dixie Willis       | 2 min 03 s 85 |
| 2    | Nouvelle-Zélande | Marise Chamberlain | 2 min 05 s 66 |
| 3    | Angleterre       | Joy Jordan         | 2 min 05 s 96 |
| 4    | Angleterre       | Phyllis Perkins    | 2 min 09 s 45 |
| 5    | Australie        | Joan Beretta       | 2 min 12 s 36 |
| 6    | Pays de Galles   | Jackie Barnett     | 2 min 14 s 86 |
| 7    | Canada           | Abigail Hoffman    | 2 min 21 s 6  |
| 8    | Angleterre       | Joy Grieveson      | DNS           |

### 1 mile
| Rang | Pays                                    | Athlète          | Performance   |
| ---- | --------------------------------------- | ---------------- | ------------- |
| 1    | Nouvelle-Zélande                        | Peter Snell      | 4 min 04 s 58 |
| 2    | Nouvelle-Zélande                        | John Davies      | 4 min 05 s 12 |
| 3    | Fédération de Rhodésie et du Nyassaland | Terence Sullivan | 4 min 06 s 61 |
| 4    | Australie                               | Anthony Blue     | 4 min 09 s 30 |
| 5    | Australie                               | Albert Thomas    | 4 min 11 s 19 |
| 6    | Pays de Galles                          | Antony Harris    | 4 min 11 s 89 |
| 7    | Angleterre                              | Stanley Taylor   | 4 min 12 s 81 |
| 8    | Canada                                  | Jim Irons        | 4 min 17 s 52 |

### 3 miles
| Rang | Pays             | Athlète          | Temps          |
| ---- | ---------------- | ---------------- | -------------- |
| 1    | Nouvelle-Zélande | Murray Halberg   | 13 min 34 s 15 |
| 2    | Australie        | Ron Clarke       | 13 min 35 s 92 |
| 3    | Canada           | Bruce Kidd       | 13 min 36 s 37 |
| 4    | Angleterre       | Bruce Tulloh     | 13 min 37 s 91 |
| 5    | Australie        | Albert Thomas    | 13 min 40 s 64 |
| 6    | Angleterre       | Eddie Strong     | 13 min 41 s 23 |
| 7    | Australie        | Patrick Clohessy | 13 min 42 s 19 |
| 8    | Angleterre       | Derek Ibbotson   | 13 min 43 s 97 |

### 6 miles
| Rang | Pays             | Athlète       | Temps         |
| ---- | ---------------- | ------------- | ------------- |
| 1    | Canada           | Bruce Kidd    | 28 min 26 s 6 |
| 2    | Australie        | David Power   | 28 min 34 s 0 |
| 3    | Pays de Galles   | John Merriman | 28 min 40 s 8 |
| 4    | Nouvelle-Zélande | Barry Magee   | 28 min 41 s 0 |
| 5    | Angleterre       | Martin Hyman  | 28 min 42 s 2 |
| 6    | Angleterre       | Mel Batty     | 28 min 44 s 6 |
| 7    | Kenya            | Arere Anentia | 29 min 07 s 0 |
| 8    | Angleterre       | Roy Fowler    | 29 min 44 s 0 |

### Marathon
| Rang | Pays             | Athlète         | Temps         |
| ---- | ---------------- | --------------- | ------------- |
| 1    | Angleterre       | Brian Kilby     | 2 h 21 min 17 |
| 2    | Australie        | David Power     | 2 h 22 min 16 |
| 3    | Australie        | Rod Bonella     | 2 h 24 min 07 |
| 4    | Australie        | Keith Ollershaw | 2 h 24 min 59 |
| 5    | Angleterre       | Mel Batty       | 2 h 25 min 51 |
| 6    | Tanzanie         | John Stephen    | 2 h 28 min 39 |
| 7    | Nouvelle-Zélande | Jeffrey Julian  | 2 h 30 min 13 |
| 8    | Angleterre       | Peter Wilkinson | 2 h 30 min 51 |

### 120 y haies/80 m haies
| Rang | Pays       | Athlète      | Temps   |
| ---- | ---------- | ------------ | ------- |
| 1    | Pakistan   | Ghulam Raziq | 14 s 34 |
| 2    | Australie  | Dave Prince  | 14 s 48 |
| 3    | Angleterre | Laurie Taitt | 14 s 81 |
| 4    | Australie  | Mick Devlin  | 14 s 93 |
| 5    | Australie  | Mick Daws    | 14 s 94 |
| 6    | Angleterre | Bob Birrell  | 15 s 30 |

| Rang | Pays             | Athlète                | Temps   |
| ---- | ---------------- | ---------------------- | ------- |
| 1    | Australie        | Pamela Kilborn-Ryan    | 11 s 07 |
| 2    | Angleterre       | Betty Moore            | 11 s 40 |
| 3    | Nouvelle-Zélande | Avis McIntosh          | 11 s 47 |
| 4    | Angleterre       | Patricia Nutting-Pryce | 11 s 70 |
| 5    | Australie        | Margot Evans           | 11 s 87 |
| 6    | Angleterre       | Ann Packer             | 11 s 91 |

### 440 y haies
| Rang | Pays       | Athlète            | Temps  |
| ---- | ---------- | ------------------ | ------ |
| 1    | Australie  | Ken Roche          | 51 s 5 |
| 2    | Kenya      | Kimaru Songok      | 51 s 9 |
| 3    | Ouganda    | Benson Ishiepai    | 52 s 3 |
| 4    | Australie  | Gary Knoke         | 52 s 5 |
| 5    | Australie  | Mick Devlin        | 52 s 6 |
| 6    | Angleterre | Christopher Surety | 53 s 3 |

### 3 000 m steeple
| Rang | Pays             | Athlète           | Temps        |
| ---- | ---------------- | ----------------- | ------------ |
| 1    | Australie        | Trevor Vincent    | 8 min 43 s 4 |
| 2    | Angleterre       | Maurice Herriott  | 8 min 45 s 0 |
| 3    | Australie        | Ron Blackney      | 9 min 00 s 6 |
| 4    | Australie        | Ian Blackwood     | 9 min 04 s 0 |
| 5    | Angleterre       | Dave Chapman      | 9 min 05 s 6 |
| 6    | Nouvelle-Zélande | Edward O'Keefe    | 9 min 05 s 8 |
| 7    | Australie        | John Coyle        | 9 min 15 s 0 |
| 8    | Canada           | Hylke Van der Val | 9 min 26 s 0 |

### Saut en hauteur
| Rang | Pays       | Athlète              | Hauteur |
| ---- | ---------- | -------------------- | ------- |
| 1    | Australie  | Percy Hobson         | 2,11 m  |
| 2    | Australie  | Charles Porter       | 2,08 m  |
| 3    | Barbade    | Anton Norris         | 2,03 m  |
| 4    | Angleterre | Gordon Miller        | 2,03 m  |
| 5    | Kenya      | Joseph Leresae       | 2,03 m  |
| 6    | Australie  | Lawrence Peckham     | 2,03 m  |
| 7    | Australie  | Tony Sneazwell       | 2,00 m  |
| 8    | Écosse     | Crawford Fairbrother | 1,98 m  |

| Rang | Pays             | Athlète             | Hauteur |
| ---- | ---------------- | ------------------- | ------- |
| 1    | Australie        | Robyn Woodhouse     | 1,78 m  |
| 2    | Australie        | Helen Frith         | 1,73 m  |
| 3    | Australie        | Michele Mason-Brown | 1,73 m  |
| 4    | Angleterre       | Linda Knowles       | 1,73 m  |
| 5    | Angleterre       | Francis Slaap       | 1,70 m  |
| 6    | Australie        | Carolyn Wright      | 1,70 m  |
| 7    | Angleterre       | Dorothy Shirley     | 1,67 m  |
| 8    | Nouvelle-Zélande | Lorraine Curtis     | 1,65 m  |

### Saut en longueur
| Rang | Pays             | Athlète           | Distance |
| ---- | ---------------- | ----------------- | -------- |
| 1    | Ghana            | Michael Ahey      | 8,05 m   |
| 2    | Nouvelle-Zélande | Stan Norris       | 7,74 m   |
| 3    | Jamaïque         | Wellesley Clayton | 7,73 m   |
| 4    | Pays de Galles   | Lynn Davies       | 7,72 m   |
| 5    | Australie        | John Baguley      | 7,64 m   |
| 6    | Australie        | Ian Tomlinson     | 7,47 m   |
| 7    | Kenya            | Paul Odhiambo     | 7,41 m   |
| 8    | Angleterre       | John Howell       | 7,38 m   |

| Rang | Pays            | Athlète                | Distance |
| ---- | --------------- | ---------------------- | -------- |
| 1    | Australie       | Pamela Kilborn-Ryan    | 6,27 m   |
| 2    | Australie       | Helen Frith            | 6,24 m   |
| 3    | Australie       | Janet Knee             | 6,13 m   |
| 4    | Australie       | Ieva Kampe             | 5,88 m   |
| 5    | Angleterre      | Sheila Parkin-Sherwood | 5,87 m   |
| 6    | Irlande du Nord | Thelma Hopkins         | 5,72 m   |
| 7    | Angleterre      | Patricia Nutting-Pryce | 5,59 m   |
| 8    | Écosse          | Janette Neil           | 5,43 m   |

### Triple saut
| Rang | Pays             | Athlète         | Distance |
| ---- | ---------------- | --------------- | -------- |
| 1    | Australie        | Ian Tomlinson   | 16,20 m  |
| 2    | Australie        | John Baguley    | 16,08 m  |
| 3    | Angleterre       | Fred Alsop      | 16,03 m  |
| 4    | Australie        | Graham Boase    | 15,77 m  |
| 5    | Jamaïque         | Mahoney Samuels | 15,50 m  |
| 6    | Nouvelle-Zélande | Stan Norris     | 15,40 m  |
| 7    | Kenya            | Paul Odhiambo   | 14,92 m  |
| 8    | Australie        | Kevin Rule      | 14,90 m  |

### Saut à la perche
| Rang | Pays             | Athlète           | Hauteur |
| ---- | ---------------- | ----------------- | ------- |
| 1    | Australie        | Trevor Bickle     | 4,49 m  |
| 2    | Zimbabwe         | Danie Burger      | 4,42 m  |
| 3    | Australie        | Ross Filshie      | 4,42 m  |
| 4    | Canada           | Gerry Moro        | 4,34 m  |
| 5    | Australie        | John Pfitzner     | 4,27 m  |
| 6    | Canada           | Bob Watson        | 4,26 m  |
| 7    | Nouvelle-Zélande | Bernard McGonagle | 3,96 m  |
| 8    | Pakistan         | Allah Ditta       | 3,96 m  |

### Lancer du javelot
| Rang | Pays                      | Athlète         | Distance |
| ---- | ------------------------- | --------------- | -------- |
| 1    | Australie                 | Alfred Mitchell | 78,11 m  |
| 2    | Angleterre                | Colin Smith     | 77,94 m  |
| 3    | Australie                 | Nick Birks      | 75,07 m  |
| 4    | Pakistan                  | Mohamed Nawaz   | 73,66 m  |
| 5    | Australie                 | Reg Spiers      | 69,70 m  |
| 6    | Fidji                     | William Liga    | 64,44 m  |
| 7    | Irlande du Nord           | Dick Miller     | 63,54 m  |
| 8    | Papouasie-Nouvelle-Guinée | Ivaharia Oe     | 61,13 m  |

| Rang | Pays       | Athlète            | Distance |
| ---- | ---------- | ------------------ | -------- |
| 1    | Angleterre | Susan Platt        | 50,26 m  |
| 2    | Angleterre | Rosemary Morgan    | 49,62 m  |
| 3    | Australie  | Anna Pazera-Bocson | 48,68 m  |
| 4    | Australie  | Maureen Wright     | 47,36 m  |
| 5    | Canada     | Pat Dobie          | 44,44 m  |
| 6    | Australie  | Pamela Telfer      | 41,11 m  |

### Lancer du disque
| Rang | Pays              | Athlète           | Distance |
| ---- | ----------------- | ----------------- | -------- |
| 1    | Australie         | Warwick Selvey    | 56,48 m  |
| 2    | Écosse            | Michael Lindsay   | 52,58 m  |
| 3    | Angleterre        | John Sheldrick    | 50,67 m  |
| 4    | Nouvelle-Zélande  | Robin Tait        | 50,51 m  |
| 5    | Nouvelle-Zélande  | Les Mills         | 49,38 m  |
| 6    | Australie         | Len Vlahov        | 48,29 m  |
| 7    | Trinité-et-Tobago | Roy Hollingsworth | 48,07 m  |
| 8    | Australie         | Len Chinnery      | 47,93 m  |

| Rang | Pays             | Athlète               | Distance |
| ---- | ---------------- | --------------------- | -------- |
| 1    | Nouvelle-Zélande | Valerie Sloper-Young  | 50,20 m  |
| 2    | Australie        | Rosslyn Williams      | 46,66 m  |
| 3    | Australie        | Mary Mcdonald         | 46,23 m  |
| 4    | Angleterre       | Suzanne Farmer-Allday | 43,97 m  |
| 5    | Australie        | Mary Breen            | 42,77 m  |
| 6    | Nouvelle-Zélande | Helen Thayer          | 41,28 m  |
| 7    | Canada           | Pat Dobie             | 39,90 m  |

### Lancer du poids
| Rang | Pays             | Athlète         | Distance |
| ---- | ---------------- | --------------- | -------- |
| 1    | Angleterre       | Martin Lucking  | 18,08 m  |
| 2    | Écosse           | Michael Lindsay | 18,04 m  |
| 3    | Canada           | Dave Steen      | 17,90 m  |
| 4    | Australie        | Warwick Selvey  | 16,62 m  |
| 5    | Australie        | Merv Kemp       | 16,02 m  |
| 6    | Nouvelle-Zélande | Les Mills       | 15,81 m  |
| 7    | Australie        | Warren Ryan     | 15,75 m  |
| 8    | Ouganda          | Yovan Ochola    | 15,37 m  |

| Rang | Pays             | Athlète               | Distance |
| ---- | ---------------- | --------------------- | -------- |
| 1    | Nouvelle-Zélande | Valerie Sloper-Young  | 15,23 m  |
| 2    | Australie        | Jean Roberts          | 14,51 m  |
| 3    | Angleterre       | Suzanne Farmer-Allday | 13,56 m  |
| 4    | Irlande du Nord  | Mary Peters           | 13,31 m  |
| 5    | Australie        | Mary Breen            | 13,20 m  |
| 6    | Australie        | Lorraine Hillier      | 12,89 m  |
| 7    | Australie        | Rosslyn Williams      | 12,84 m  |
| 8    | Angleterre       | Susan Platt           | 11,53 m  |

### Lancer du marteau
| Rang | Pays             | Athlète        | Distance |
| ---- | ---------------- | -------------- | -------- |
| 1    | Angleterre       | Howard Payne   | 61,65 m  |
| 2    | Australie        | Dick Leffler   | 59,83 m  |
| 3    | Australie        | Bob Brown      | 57,65 m  |
| 4    | Australie        | Charley Morris | 56,78 m  |
| 5    | Pays de Galles   | Laurie Hall    | 54,41 m  |
| 6    | Australie        | Mike Edward    | 54,41 m  |
| 7    | Nouvelle-Zélande | Dave Leech     | 50,74 m  |

### 4 × 110 y relais
| Rang | Pays           | Athlètes                                                   | Temps   |
| ---- | -------------- | ---------------------------------------------------------- | ------- |
| 1    | Angleterre     | Peter Radford Len Carter Alf Meakin David Jones            | 40 s 62 |
| 2    | Ghana          | Michael Ahey Bonner Mends Bukari Bashiru Michael Okantey   | 40 s 74 |
| 3    | Pays de Galles | David England Ron Jones Berwyn Jones Nick Whitehead        | 40 s 80 |
| 4    | Zimbabwe       | Roy Collins Jeffrey Smith Johannes du Preez Danie Burger   | 42 s 80 |
| 5    | Australie      | Bob Lay Dennis Tipping Gary Holdsworth Mike Cleary         | 44 s 79 |
|      | Sarawak        | Joseph Gut-Hing Kuda Ditta William Ah-Lim William Liam Lee | disq.   |

| Rang | Pays             | Athlètes                                                          | Temps   |
| ---- | ---------------- | ----------------------------------------------------------------- | ------- |
| 1    | Australie        | Joyce Bennett Glenys Beasley Brenda Cox Betty Cuthbert            | 46 s 71 |
| 2    | Angleterre       | Ann Packer Dorothy Hyman Daphne Arden Betty Moore                 | 46 s 81 |
| 3    | Nouvelle-Zélande | Nola Margaret Bond Avis McIntosh Yvonne Cowan Doreen Helen Porter | 46 s 93 |
| 4    | Jamaïque         | Ouida Walker Adlin Mair Carmen Smith Carmen Williams              | 48 s 72 |
| 5    | Ghana            | Christina Boateng Matilda Adjei Rose Hart Victoria Chinery        | 49 s 11 |

### 4 × 440 y relais
| Rang | Pays       | Athlètes                                                       | Temps        |
| ---- | ---------- | -------------------------------------------------------------- | ------------ |
| 1    | Jamaïque   | Laurie Khan Malcolm Spence Melville Spence George Kerr         | 3 min 10 s 2 |
| 2    | Angleterre | Adrian Metcalfe Bob Setti Barry Jackson (en) Robbie Brightwell | 3 min 11 s 2 |
| 3    | Ghana      | James Aryee Addy Ebenezer Quartey Frederick Owusu John Antwi   | 3 min 12 s 3 |
| 4    | Australie  | John Randall Brian Waters Ken Roche Peter Quiggan              | 3 min 12 s 9 |
| 5    | Kenya      | Kimaru Songok Peter Francis Seraphino Antao Wilson Kiprugut    | 3 min 16 s 0 |
| 6    | Canada     | Don Bertoia George Shepherd Lynn Eves Bill Crothers            | 3 min 20 s 6 |

## Légende
Records et Performances
- AR : Record continental (area record)
- CR : Record des championnats (championship record)
- MR : Record du meeting (meet record)
- NR : Record national (national record)
- OR : Record olympique (olympic record)
- PR : Record paralympique (paralympic record)
- PB : Record personnel (personal best)
- SB : Meilleure performance personnelle de la saison (season's best)
- WL : Meilleure performance mondiale de l'année (world leader)
- WJR : Record du monde junior (world junior record)
- WR : Record du monde (world record)

Circonstances et Conditions
- DNF : N'a pas terminé (did not finish)
- DNS : N'a pas pris le départ (did not start)
- DQ : Disqualification (disqualification)
- NM : Aucun essai valable enregistré (No Mark)
- Q : Qualifié « directement » au prochain tour (ou à la prochaine compétition), lors d'une compétition majeure, grâce au classement ou à la réalisation des minima (automatic qualifier)
- q : Qualifié au prochain tour (ou à la prochaine compétition), lors d'une compétition majeure, grâce au repêchage ou à la réalisation de l'une des meilleures performances parmi celles des « non qualifiés directement » (grâce au meilleur temps ou à la meilleure distance par exemple) (secondary qualifier)